# Tomasz Grabowski (senator)
Tomasz Grabowski herbu Pobóg (ur. w 1787, zm. 28 października 1840 w Dreźnie) – senator kasztelan Królestwa Kongresowego, członek Rady Stanu Królestwa Kongresowego w 1830 roku, radca stanu, dyrektor generalny Komisji Rządowej Wyznań Religijnych i Oświecenia Publicznego w 1830 roku.

## Życiorys
Był synem Franciszka senatora wojewody Królestwa Polskiego. Karierę publiczną, którą ułatwiały mu stosunki ojca, rozpoczął w rządzie Centralnym Galicji w charakterze sekretarza prezydialnego Rządu. W pierwszych latach Królestwa Polskiego był wicereferendarzem i głównym sekretarzem ogólnego zgromadzenia Rady Stanu. 11 lipca 1817 awansował na stanowisko referendarza. W październiku 1821 wszedł jako radca stanu, dyrektor generalny wyznań do nowo zreorganizowanej Komisji Rządowej Wyznań Religijnych i Oświecenia Publicznego Stanowisko to zajmował aż do chwili skasowania urzędu 28 grudnia 1830. Od 1822 jeździł do Wiednia biorąc udział w rokowaniach o likwidację rachunków z Austrią dotyczyły one przede wszystkim funduszów duchowieństwa świeckiego i zakonnego, miały ułatwić ostateczne wykonanie artykułów traktatu wiedeńskiego, zakończono je dopiero w kwietniu 1828. Po wybuchu powstania listopadowego Grabowski wziął udział tylko w jednym posiedzeniu senatu, 20 grudnia 1830, podpisał akt o uznaniu powstania za narodowe. Wkrótce potem wyjechał do Austrii. Postępowanie senatora sejm w maju 1831 osądził surowo, zarzucając mu, że działał w Wiedniu ze szkodą dla sprawy polskiej. Ostatecznie 20 lipca 1831  skreślono go z liczby senatorów. Po upadku powstania wrócił jeszcze do kraju, ale wkrótce przeniósł się na stałe do Wiednia. Zmarł w Dreźnie, gdzie został pochowany.
Kawaler rosyjskiego Orderu św. Anny I klasy i Wielkiego Krzyża Austriackiego Leopolda I klasy. Odznaczony Orderem Świętego Stanisława I klasy w 1822, II klasy w 1820 roku i III klasy w 1818 roku.